# Aphidius segmentatus
Aphidius segmentatus är en stekelart som beskrevs av Pike och Jaroslav Stary 2000. Aphidius segmentatus ingår i släktet Aphidius och familjen bracksteklar. Inga underarter finns listade i Catalogue of Life.